# マスード・アズハル
主にパキスタンが管理するジャンム・カシミールで活動するパキスタンに拠点を置くテロ組織ジャイシュ＝エ＝ムハンマドを創立し指導するマスード・アズハル（ウルドゥー語: محمد مسعود اظہر）は急進的なイスラム主義者でテロリストである。例えばBBCニュースが「イギリスにジハードを持ち込んだ男」と表現するようにその活動は南アジア地域に留まらない。2019年5月1日、マスード・アズハルは国際連合安全保障理事会により国際テロリストとされた。

## 前半生
アズハルは1968年7月10日に（一部の出典は1968年8月7日生まれとするが）11人兄弟姉妹（5人兄弟、6人姉妹）の3番目としてパキスタンパンジャーブ州バハーワルプルで生まれた。アズハルの父アッラー・アクシュ・シャビールはデオバンディ好みの聖職者同様に官立学校の校長であり、家族は酪農場と家禽農場を経営していた。 
アズハルは8年生を終えて普通学校を退学し、1989年にアリムとして卒業し間もなく教師に任命されたジャミア・ウルーム・イスラム学校に入学した。マドラサはハルカット＝ウル＝アンサルと大いに関わりがあり、アフガニスタンのジハード訓練キャンプに入隊するとアズハルは後にその集団にいたと推測された。訓練課程は終えられなかったとはいえ、アフガニスタン紛争に参戦し、負傷すると除隊した。その後はハルカットの戦意高揚を担当する部門の責任者に選ばれた。ウルドゥー語の雑誌Sad’e Mujahidinやアラビア語のSawte Kashmirの編集責任者も任された。
アズハルは後にハルカット＝ウル＝アンサルの事務総長になり、新兵募集や資金集め、汎イスラム主義の狙いの布教のために世界各地を訪れた。訪問先にザンビアやアブダビ市、サウジアラビア、モンゴル国、イギリス、アルバニアがあった。

## ソマリアでの活動
アズハルは1993年にハルカット＝ウル＝ムジャヒディン（HuM）からの資金と新兵を要請したアルカーイダと同盟するソマリアの団体アル＝イティハード・アル＝イスラミアの指導者に会いにケニアナイロビに向かったと認めた。インドの情報部は、少なくとも3回ソマリアに行きイエメンの傭兵をソマリアに送る手伝いもしたと考えている。

## イギリスでの活動
1993年8月、アズハルは演説や資金獲得、新兵募集のためにイギリスに入国した。ジハードの狙いは、ダルル・ウルーム・ベリー神学校やザカリヤ・モスク、ブラックバーンとバーンリーのマディアン・マスジッド、ジャマ・マスジッドなどのイギリスで最も有名なイスラム教施設の一部に与えられた。狙いは「コラーンの本質的な部分がアッラーのために殺すことに捧げられ預言者ムハンマドの言行の本質的な部分がジハードの問題にある」ことであった。「7.7事件や7.21事件、2006年に環大西洋航路に液体爆弾製造用品を密かに持ち込もうとした事件」などのテロの企みの為に訓練と兵站を行う手伝いをしたアズハルは、イギリスで接触した。

## ハルカット＝ウル＝アンサル
1993年、民兵組織ハルカット＝ウル＝アンサルが設立され、マスードは事務総長として務めた。1998年、アメリカ合衆国の中央情報局（CIA）は、その報告で「パキスタンがカシミールのインド軍との代理戦争で支援するイスラム過激派組織HuAは、益々西洋人に対するテロ作戦や汎イスラム教義を推進するために西洋人を関わらせる市民に対する無差別攻撃を使用している」と述べた。CIAはHuAが12人が西洋諸国出身者であった1994年から1998年にかけて少なくとも13人を拉致したとも述べた。

## インドでの逮捕
1994年前半、アズハルはハルカット＝ウル＝アンサルの反目するハルカット＝ウル＝ジハード・アル＝イスラミとハルカット＝ウル＝ムジャヒディンの緊張を和らげるために身分を隠してシュリーナガルに向かった。インドは2月にアナントナグ近くのハナバルから逮捕し、組織と共にテロ活動の容疑で収監した。逮捕に際して「イスラム教の兵士は、カシミールを解放するために12か国から来ている。我々は諸君のカービンにロケットランチャーで応えるであろう」と言った。
1995年7月、ジャンム・カシミールで6人の外国人旅行者が誘拐された。アル＝ファランを自称する誘拐犯は、その要求にマスード・アズハルの釈放を含めていた。一人の人質が8月に首をはねられた状態で発見された一方で一人はなんとか脱走できた。その他は1995年以降消息は分からなかった。FBIはアズハルを誘拐場所について収監中に何度か取り調べていた。

## ハイジャック事件後の釈放
4年後の1999年12月、ネパールのカトマンズからニューデリーへ飛行中のインディアン航空814便（IC814）がハイジャックされ、各地を転々とした後に結局アフガニスタンカンダハールに着陸した。当時のカンダハールは、パキスタンのISIと共働していると見られるターリバーンに支配されていた。マスード・アズハルは人質の解放と交換に釈放するよう要求された民兵3人の内の一人であった。その後アズハルは「外交上の失敗」とアジット・ドヴァルなど多数から批判された決定でインド政府により釈放され、ことの重大性に値する立場の人は誰も（当時の）外務大臣から連絡を受けておらず、結果としてインド大使はアブダビ空港に入ることさえかなわなかった。IC814のハイジャック犯は、マスード・アズハルの兄弟イブラヒム・アトハルに指揮されていた。コト・バルワル刑務所からの釈放は、IPS将校シェシュ・パウル・ヴァイドから助言された。弟のアブドゥル・ラウフ・アズハルがこのハイジャック事件を計画した。一旦マスード・アズハルはハイジャック犯に引き渡され、パキスタン領域に逃げた。パキスタンはハイジャック犯は見付かれば逮捕されると言っていたが、国境線の長さとアフガニスタンからの多くの入国監視所は、任務を困難にした。パキスタン政府はアズハルが告発されるようなことがないので帰国が認められるとほのめかしてもいた。
釈放されてすぐにアズハルはカラチで約1万人に公開演説を行った。インドの支配からカシミール地域を解放すると誓いながら、「これはインドを破壊するまでムスリムが安息の内にあってはならないことを告げる義務であるためにここに来ている」と宣言した。
1999年、マスードが釈放されると、ハルカット＝ウル＝アンサルはアメリカ合衆国から禁止され、禁止されたテロ組織の一覧に加えられた。この動きはハルカット＝ウル＝アンサルにハルカット＝ウル＝ムジャヒディン（HuM）への改名をさせることになった。

## ジャイシュ＝エ＝ムハンマド
アズハルはジャイシュ＝エ＝ムハンマド（JeM）と名付けた新しい団体を起ち上げることを計画した。パキスタンのスパイ組織軍統合情報局（ISI）やアフガニスタンのターリバーン政権、ウサーマ・ビン・ラーディン、パキスタンに拠点を置く多様なスンニ派組織からの援助を受けたと伝えられている。JeMは家族企業のようなアズハルの家族により運営されている。ジャミア・ビノリアマドラサはJeMをアフガニスタンのターリバーンと結びつけた。

### 2001年インド議会襲撃事件
ジャイシュ＝エ＝ムハンマドは2001年12月にインドとパキスタンを全面戦争の瀬戸際に追いやるインド議会に対する襲撃事件などインドを狙った一連の徹底的な襲撃事件を起こした。ニューデリーのインドの国会に対するテロ攻撃は、2001年12月13日に発生した。実行犯は共にパキスタンに拠点を置くテロ組織ラシュカレトイバ（LeT）とジャイシュ＝エ＝ムハンマド（JeM）に属していた。この攻撃でテロリスト5人、デリー警察職員6人、議会警備部職員2人、庭師1人（全部で14人）が死亡し2001年-2002年のインド・パキスタンの膠着状態につながるインドとパキスタンの緊張を高めることになった。
インド議会襲撃事件から間もなくの2001年12月29日、インドや国際社会の外交圧力を受けて、マスード・アズハルは襲撃事件に関わったとしてパキスタン当局から1年間拘禁されたが、正式に告発されることは決してなかった。インドの憤激を大いに買いながらラホール高等裁判所は2002年12月14日に自宅軟禁の終了を命じた。アズハルはその後逮捕されることはなかった。

### ムンバイ同時多発テロ
2008年12月7日、ムンバイ同時多発テロに関わってムザファラバードの郊外に位置する基地への軍事襲撃後にパキスタン政府に逮捕された数人の内の一人と言われた。バハーワルプルに住み続けた。パキスタン政府はマスード・アズハルを逮捕したことを否定し、どこにいるか知らないと言った。2004年1月26日、アズハルは2年間の隠遁生活の後に再び姿を現した。カシミールでのジハードを呼び掛けながら、ムザファラバードでの集会を訴えた。所属団体ジャイシュ＝エ＝ムハンマドは現在アズハルはインドシュリーナガルにいると主張している。

### 2016年パタンコット襲撃事件
インドの空軍基地に対する2016年パタンコット襲撃事件は、マスード・アズハルとその兄弟に指導されたものと言われている。襲撃が始まった後でさえテロリストと直接接触していた。インドの捜査当局は、アズハルがテロ攻撃の共犯である証拠を含む書類を示していて、「インターポール」から二度目の「国際手配」を行うことも要請した。

### 2019年プルワマ襲撃事件
2019年2月14日、ジャンム・シュリーナガル国道で治安部隊を運ぶ車両部隊がインドジャンム・カシミール州プルワマ区アワンティポラ近くのレトポラで乗車中の自爆攻撃者の攻撃を受けた。この襲撃で44人の中央予備警察隊（CRPF）職員と襲撃者が死亡した。襲撃の実行についてパキスタンに拠点を置くイスラム主義民兵団ジャイシュ＝エ＝ムハンマドが声明した。保護観察中のパキスタン陸軍病院で襲撃を承認した。襲撃後、フランス、イギリス、アメリカ合衆国は、国連安全保障理事会にマスードの活動を差し止める提案を行った。

## 制裁
アメリカ合衆国財務省はアメリカ人がパキスタンに拠点を置く民兵組織3団体と前線部隊1団体への「制裁に参加する」ことを禁止している。ジャイシュ＝エ＝ムハンマドの「実行部隊」と呼ばれるアル・ラフマットは、この団体のためにあるいは味方して活動するに当たって支援するために指名され、ジャイシュ＝エ＝ムハンマドの創立者で指導者のモハメッド・マスード・アズハル・アルヴィは、この団体に味方しているために指名された。
この団体の活動を粉砕する国際的な努力を妨げながら、中国政府は国連安全保障理事会制裁委員会がアズハルをテロリストとして載せることを妨害した。2009年初頭、国連安全保障理事会反テロリズム制裁表にマスード・アズハルを載せる企図が4つあった。企図は全て「証拠不十分」とする中国の拒否権に会った。中国はテロリストと位置付ける国際連合へのインドの主張を妨げた2006年10月に再びアズハル擁護に動いた。中国は2017年2月に国連によりアズハルの活動を禁じようとするアメリカ合衆国の動きも妨げた。極最近の企図は、2019年3月13日のものであった。しかし中国は2019年5月にその障害を取り除き、遂にマスード・アズハルを国際的なテロリストとして載せることになった。